# 瓦斯卡熱夫
瓦斯卡熱夫是波蘭的城鎮，位於該國東部，距離加爾沃林15公里，由馬佐夫舍省負責管轄，面積15.35平方公里，2008年人口4,872。第二次世界大戰期間，納粹德國在1939年9月17日殺害34名猶太人居民。
51°48′N 21°36′E / 51.800°N 21.600°E

## 外部連結
- Jewish Community in Łaskarzew （页面存档备份，存于） on Virtual Shtetl